# Marschlager Ermelo

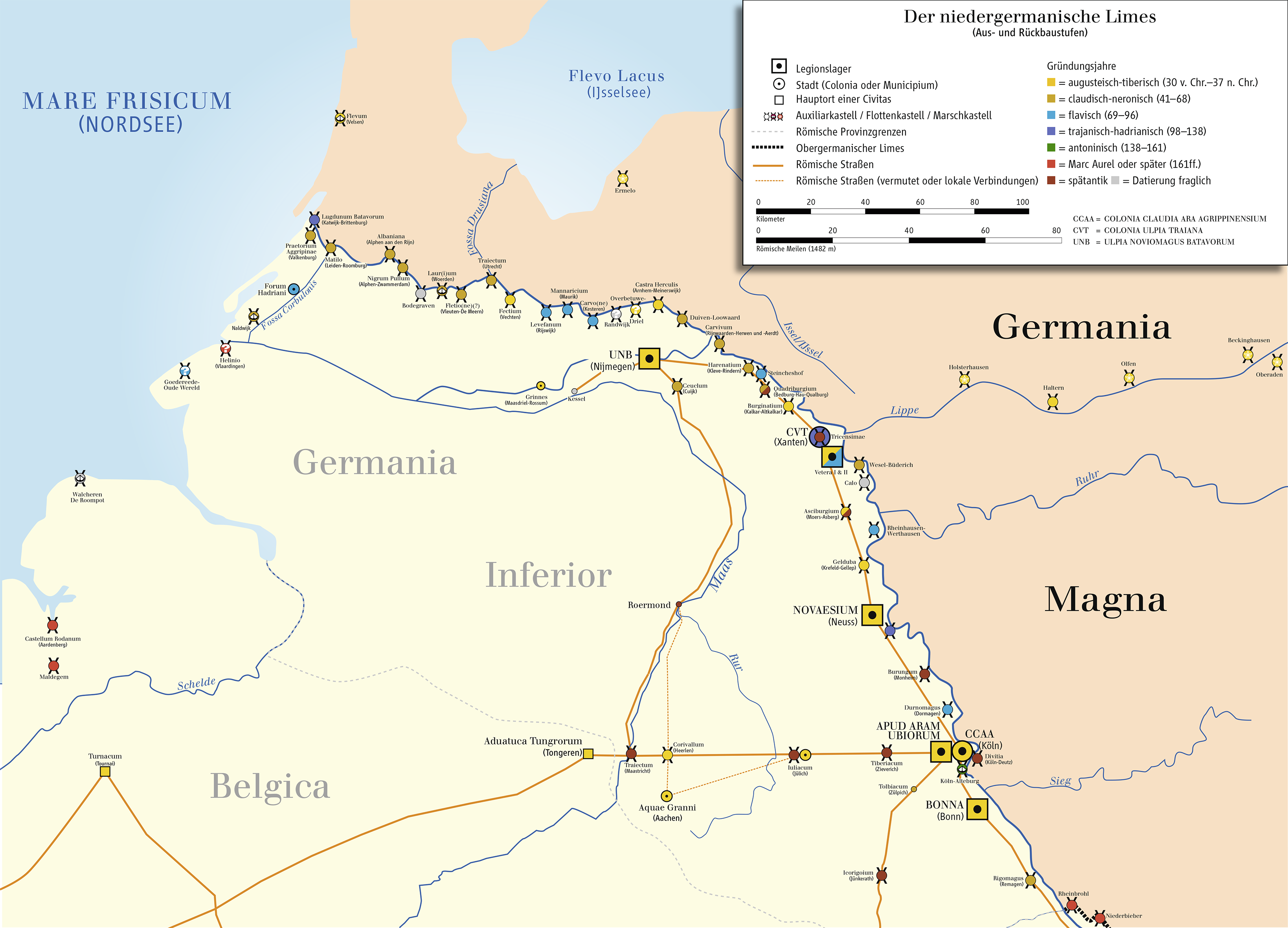
Lage des Marschlagers Ermelo vor dem Niedergermanischen Limes

Das Marschlager Ermelo war ein römisches, spätkaiserzeitliches Marschlager bei Ermelo, Provinz Gelderland. Es ist das einzige nachgewiesene römische Marschlager in den Niederlanden.

## Lage und Forschungsgeschichte
Das heutige Bodendenkmal befindet sich in gut 35 Kilometern Luftlinie nördlich des Rheins und damit an der ehemaligen römischen Reichsgrenze auf der Ermeloschen Heide, einem ehemaligen Truppenübungsplatz und heutigem Naherholungsgebiet an der Grenze der Veluwe. In weiteren gut acht Kilometern Luftlinie in nordwestlicher Richtung befand sich in antiker Zeit das Ufer des Lacus Flevo (IJsselmeer) und mit diesem der nautische Durchgang zur Nordsee. Das Gelände bildet an dieser Stelle einen Hügel, der einen weiten Blick in die umliegende Landschaft erlaubt. Heute wird das Kastellgelände von dem Provinciale weg 302 durchschnitten.
Das Lager wurde erstmals in den Jahren 1922 bis 1923 von dem niederländischen Archäologen Jan Hendrik Holwerda untersucht. Eine weitere Untersuchung wurde durch die Verlegung einer Pipeline verursacht und erfolgte 1987 durch den Rijksdienst voor het Oudheidkundig Bodemonderzoek (ROB) unter der wissenschaftlichen Leitung von Rudi S. Hulst.

## Archäologische Befunde und Datierung
Schon zur Zeit der Glockenbecherkultur war das 343 Hektar große Gelände der Ermeloschen Heide von Menschen besiedelt, wovon Grabhügel dieser Epoche Zeugnis ablegen.
Das römische Lager hatte die Gestalt einer ungleichmäßigen Raute mit abgerundeten Ecken und nahm mit seinen Abmessungen von circa 260/300 m mal 330/360 m eine Fläche von rund neun Hektar in Anspruch. Es war mit seiner Prätorialfront (Vorderseite) nach Norden hin ausgerichtet und von einem rezent einen Meter hohen Erdwall sowie einem rezent anderthalb Meter tiefen Spitzgraben umgeben. Jedes der insgesamt vier Lagertore war von einem Titulum (etwas versetzt zum Hauptgraben gezogener kurzer Graben) geschützt. Ein weiterer Graben, der unmittelbar südlich der zu vermutenden Via principalis (Lagerquerstraße) die Retentura (rückwärtiger Lagerteil) vom Rest der Anlage abtrennte, war bereits kurz nach der Errichtung des Lagers wieder verfüllt worden. Das Kastell war von seiner Größe her dafür konzipiert, eine Vexillation von mehreren tausend (bis maximal hin zur Legionsstärke von 6000 Soldaten) aufzunehmen. Es war vermutlich nur kurze Zeit (möglicherweise nur wenige Tage) in Gebrauch und wurde dann aufgelassen.
Hatte der Archäologe Holwerda das Marschlager noch auf das 4. Jahrhundert datiert, konnte Hulst die Datierung durch eine Neubestimmung des Fundmaterials und mittels der Radiokarbonmethode auf das 2. Jahrhundert korrigieren, sowie durch den 1980 erfolgten Fund einer Terra Sigillata Scherbe vom Typ Dragendorff 31 weiter auf die zweite Hälfte des 2. Jahrhunderts eingrenzen. Mutmaßlich kommt am ehesten der Zeitraum zwischen den Jahren 170 und 180 n. Chr. in Frage. Unklar bleibt jedoch, ob der Platz schon vorher und noch anschließend in Benutzung war.
Die Konturen des Camps sind rekonstruiert und gut im Gelände sichtbar. Ein Modell des Marschlagers nebst weiteren Informationen befindet sich im Stadsmuseum Harderwijk.